# Type 094
Het Type 094 of Type 09IV (NAVO-codenaam: Jinklasse) is een klasse kernonderzeeërs met ballistische raketten van de Chinese marine. Het is China's tweede klasse van dit type, na het Type 092, en gelijkaardig in constructie als het Type 093, een aanvalsonderzeeër. In ontwikkeling sinds eind jaren 1980 werd het eerste exemplaar tussen 1999 en 2004 gebouwd in Huludao en in 2010 in dienst genomen op de onderzeebootbasis op het eiland Hainan. Er zouden vijf à zes exemplaren gepland zijn. Inmiddels is ook de opvolger, het Type 096 met 24 ballistische raketten, reeds in ontwikkeling. Het Type 094 is voorzien met twaalf luiken voor de eveneens nieuwe JL-2 intercontinentale raket, die kan worden voorzien van kernkoppen en een bereik van zeker 4000 zeemijl heeft. In november 2022 berichtte de United States Navy dat de kernonderzeeërs van het Type 094 nu de nieuwere JL-3 meevoerden in plaats van de eerdere JL-2.

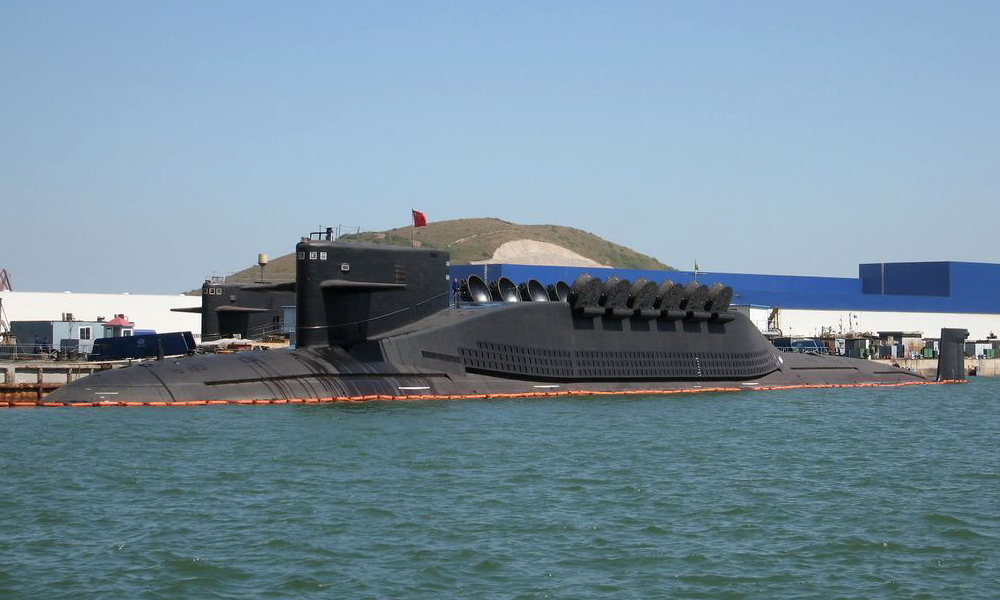
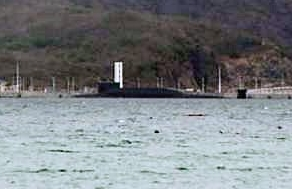